# HD 24072
HD 24072，又名CD-38 1297，SAO 194551、HR 1190，是一颗恒星，视星等为4.73，位于銀經240.17，銀緯-51.53，其B1900.0坐标为赤經3h 44m 54.4s，赤緯-37° -51.53′ 33″。